# Chiesa di San Paolo (San Francisco)
La chiesa di San Paolo (St. Paul's Church), conosciuta in spagnolo come Parroquia de San Pablo, è un luogo di culto cattolico di San Francisco inaugurato nel 1911, situato al 221 di Valley Street, all'angolo con Church Street, nel rinomato quartiere di Noe Valley.

## Storia
Una prima chiesa dedicata a San Paolo risale al 1876, quando George Shadbourne comunicò il desiderio di costruire una nuova parrocchia all'allora arcivescovo di San Francisco Joseph Alemany. Shadbourne espresse all'arcivescovo la volontà di aiutare a raccogliere la somma di denaro necessaria. L'arcivescovo Alemany approvò la richiesta, e nel 1880 furono costruite la chiesa e la canonica. Questa prima chiesa aveva una capienza di circa 750 persone, e serviva circa 200 famiglie.
Nel 1897, a causa della rapida crescita della comunità, iniziò la costruzione di un nuovo edificio, che avrebbe ospitato circa 1500 persone. La costruzione avvenne in 14 anni perché i fondi vennero raccolti tra i fedeli e con numerosi eventi, ciò per salvare la parrocchia dal rischio di contrarre debiti. La nuova chiesa è stata consacrata il 29 maggio 1911 da monsignore Patrick Riordan, allora arcivescovo di San Francisco.
La chiesa fu gravemente danneggiata dal Terremoto di Loma Prieta del 1989. Ad un certo punto, l'arcidiocesi prese seriamente in considerazione la chiusura della chiesa di San Paolo, a causa degli ingenti costi potenziali per la ristrutturazione della chiesa e degli edifici adiacenti, ma in seguito non fu più chiusa. La parrocchia ha venduto alcuni degli edifici adiacenti e rafforzato quelli rimasti, che costarono circa 8,5 milioni di dollari.

## La chiesa inSister Act
Nel 1992, la parrocchia è stato il luogo delle riprese del film commedia Sister Act, interpretato da Whoopi Goldberg. Nonostante la parrocchia, che nel film è consacrata a Santa Caterina, si trovi nel raffinato quartiere di Noe Valley, per le riprese l'area circostante è stata riorganizzata, per far sembrare che la chiesa servisse per una comunità umile e povera.